# Conway (Nou Hampshire)
Conway és una població dels Estats Units a l'estat de Nou Hampshire. Segons el cens del 2000 tenia 8.604 habitants.

## Demografia
Segons el cens del 2000, Conway tenia 8.604 habitants, 3.714 habitatges, i 2.243 famílies. La densitat de població era de 47,7 habitants per km².
Dels 3.714 habitatges en un 27,5% hi vivien nens de menys de 18 anys, en un 46,5% hi vivien parelles casades, en un 0% dones solteres, i en un 39,6% no eren unitats familiars. En el 31,2% dels habitatges hi vivien persones soles l'11,9% de les quals corresponia a persones de 65 anys o més que vivien soles. El nombre mitjà de persones vivint en cada habitatge era de 2,27 i el nombre mitjà de persones que vivien en cada família era de 2,85.
Per edats la població es repartia de la següent manera: un 22,5% tenia menys de 18 anys, un 7,1% entre 18 i 24, un 29% entre 25 i 44, un 25,9% de 45 a 60 i un 15,4% 65 anys o més.
L'edat mediana era de 40 anys. Per cada 100 dones de 18 o més anys hi havia 91,1 homes.
La renda mediana per habitatge era de 35.873$ i la renda mediana per família de 41.818$. Els homes tenien una renda mediana de 30.366$ mentre que les dones 21.275$. La renda per capita de la població era de 19.673$. Entorn del 8% de les famílies i el 10,3% de la població estaven per davall del llindar de pobresa.

## Poblacions més properes
El següent diagrama mostra les poblacions més properes.